# Marta Morazzoni

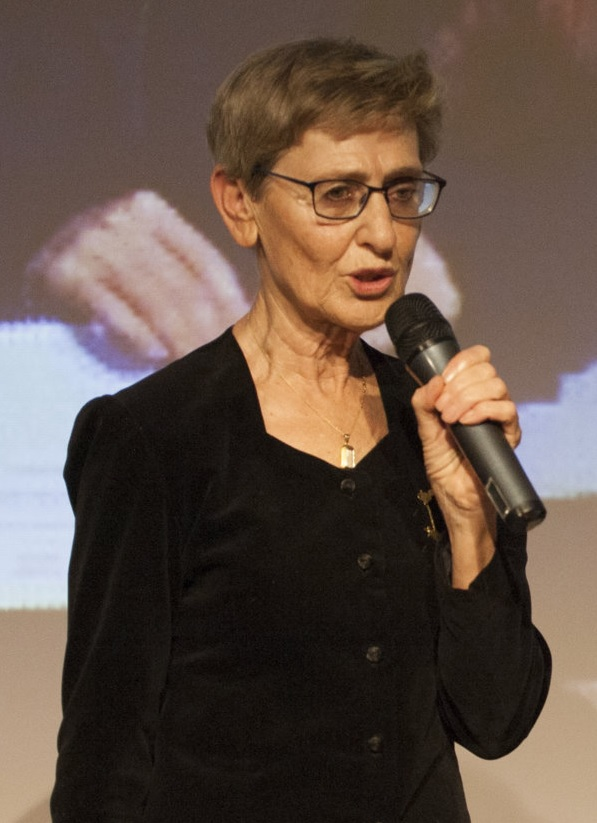
Marta Morazzoni bei der Verleihung des Premio Chiara 2019

Marta Morazzoni (geboren 1950 in Mailand) ist eine italienische Schriftstellerin.

## Leben

### Ausbildung und Berufsleben
Die Tochter eines Textilmaschinenunternehmers und der Leiterin einer Stickwarenwerkstatt absolvierte nach dem klassischen Gymnasium ein Studium an der Philosophischen Fakultät der Universität Mailand mit Schwerpunkt Anthropologie. Ihre Abschlussarbeit schrieb sie über die Inuit in Grönland und Kanada. Morazzoni unterrichtete anschließend Literatur an einer höheren Schule in Gallarate.
Ihre Übersetzung von Edith Whartons The Gods arrive wurde 1995 vom Verlag Corbaccio unter dem Titel Il canto delle muse veröffentlicht.
Morazzoni schrieb auch Theaterkritiken in Fachzeitschriften. Sie war mehrfach Mitglied, auch als Vorsitzende, der Fachjury des Premio Chiara, den sie selbst 2019 gewonnen hatte.

### Schriftstellerin
In den 1980er Jahren begann sie zu schreiben und schickte erste Erzählungen an den Literaturkritiker Piero Citati. 1986 begann ihre Zusammenarbeit mit dem Verlag Longanesi: Der Erzählband La ragazza col turbante nimmt mit der Titelgeschichte Bezug auf Vermeers Mädchen mit dem Perlenohrring. Der Erzählband kam in die Endrunde des Premio Strega und wurde in neun Sprachen, auch ins Deutsche, übersetzt. Die nachfolgenden Werke erzielten ähnliche Erfolge bei der Kritik: mit dem Roman L’invenzione della verità erreichte sie 1988 und mit Casa materna 1992 die Vorrunde des Premio Campiello: den Premio Selezione Campiello. Der Roman Il caso Courrier erhielt 1997 den Premio Campiello. Wie Morazzoni selbst erklärte, war die Lektüre von Anton Tschechow, Marcel Proust und zeitgenössischer skandinavischer Belletristik für ihren Werdegang als Schriftstellerin von grundlegender Bedeutung.

## Werke
- La ragazza col turbante. Guanda, Mailand 2018, ISBN 978-88-235-2272-5 (Erstausgabe: Longanesi, Mailand  1986).
  - deutsch: Das Mädchen mit dem Turban. 5 Erzählungen. Aus dem Italienischen von Herbert Schlüter. Piper, München / Zürich 1988, ISBN 978-3-492-03117-2.
- L’invenzione della verità. Longanesi, Mailand 1988.
  - Die Erfindung der Wahrheit. Aus dem Italienischen von Hartmut Scheible. Piper, München / Zürich 1991, ISBN 978-3-492-03342-8.
- Casa materna. Guanda, Parma 2018, ISBN 978-3-492-03342-8 (Erstausgabe: Longanesi, Mailand  1992).
- L’estuario, Longanesi. Mailand 1996.
- Il caso Courrier. Guanda, Parma 2018, ISBN 978-88-235-1608-3 (Erstausgabe: Longanesi, Mailand  1997).
- Una lezione di stile. Longanesi, Mailand 2002.
- Un incontro inatteso per il consigliere Goethe. Longanesi, Mailand 2005.
- La città del desiderio, Amsterdam. Guanda, Parma 2006.
- mit Oreste Pivetta: In bicicletta nel mondo. Fotografien von Carlo Meazza. Edizioni C.M., Varese 2008.
- Trentasette libri e un cane. Filema, Napoli 2008.
- Lezioni svizzere: opere, autori, personaggi letterari. BookTime, Mailand 2008.
- La nota segreta. Teadue, Mailand 2012, ISBN 978-88-502-2844-7 (Erstausgabe: Longanesi, Mailand  2010).
- Il fuoco di Jeanne. Guanda, Parma 2014.
- Il dono di Arianna. Guanda, Parma 2019.
- Il rovescio dell’abito. Guanda, Parma 2022, ISBN 9788823528543

## Anerkennungen
- 1986: Premio Procida-Isola di Arturo-Elsa Morante ex aequo für das Erstlingswerk[7]
- 1987: Premio letterario Racalmare Leonardo Sciascia[8]
- 1988: Premio Selezione Campiello[9]
- 1992: Premio Selezione Campiello[9] und Premio Letterario Basilicata[10]
- 1997: Premio Campiello[9] und Premio dei Lettori Lucca
- 2001: Independent Foreign Fiction Prize[11]
- 2010: Premio Nazionale Rhegium Julii[12] und Premio Letterario Internazionale  “Alessandro Manzoni – Città Di Lecco”[13]
- 2011: Premio Alassio Centolibri – Un autore per l’Europa[14]
- 2018: Premio Fondazione Campiello alla carriera[9]
- 2019: Premio Chiara für Il dono di Arianna[15]